# Campionato europeo maschile under 20 di pallavolo 1984
Il campionato europeo juniores di pallavolo maschile 1984 si è svolto dal 26 agosto al 2 settembre 1984 a Clermont-Ferrand, in Francia. Al torneo hanno partecipato 12 squadre nazionali europee e la vittoria finale è andata per la nona volta consecutiva all'Unione Sovietica.

## Regolamento
Le dodici sono state divise in tre gironi: al termine della prima fase, le prime due classificate di ogni girone hanno acceduto al girone per il primo posto, conservando il risultato dello scontro diretto, mentre le ultime due classificate hanno acceduto al girone per il settimo posto, conservando il risultato dello scontro diretto.

## Gironi
| Girone A                                 | Girone B                                     | Girone C                             |
| ---------------------------------------- | -------------------------------------------- | ------------------------------------ |
| Bulgaria Grecia Polonia Unione Sovietica | Germania Ovest Italia Jugoslavia Paesi Bassi | Austria Francia Germania Est Turchia |

## Classifica finale
| Classifica | Squadre          |
| ---------- | ---------------- |
|            | Unione Sovietica |
|            | Bulgaria         |
|            | Italia           |
| 4          | Francia          |
| 5          | Paesi Bassi      |
| 6          | Germania Est     |
| 7          | Polonia          |
| 8          | Germania Ovest   |
| 9          | Jugoslavia       |
| 10         | Grecia           |
| 11         | Turchia          |
| 12         | Austria          |